# Alstermo
Ej att förväxla med Alsterbro.
Alstermo är en tätort i Uppvidinge kommun i Kronobergs län.
Alstermo ligger längs med Alsteråns strand i ett mycket skogrikt område i Uppvidinge kommun i landskapet Småland. 

## Historia
Alstermo hette tidigare Hohultslätt och erhöll sitt nuvarande namn år 1968.
Hohultslätt var och är beläget i Älghults socken och ingick efter kommunreformen 1862 i Älghults landskommun. I denna inrättades för orten 12 juni 1942 Hohultslätts municipalsamhälle som upplöstes 31 december 1954.

### Befolkningsutveckling
| Befolkningsutvecklingen i Alstermo 1960–2020          | Befolkningsutvecklingen i Alstermo 1960–2020 | Befolkningsutvecklingen i Alstermo 1960–2020 | Befolkningsutvecklingen i Alstermo 1960–2020 | Befolkningsutvecklingen i Alstermo 1960–2020 |
| ----------------------------------------------------- | -------------------------------------------- | -------------------------------------------- | -------------------------------------------- | -------------------------------------------- |
|                                                       |                                              |                                              |                                              |                                              |
| År                                                    |                                              |                                              | Folkmängd                                    | Areal (ha)                                   |
| 1960                                                  | 1960                                         |                                              | 946                                          |                                              |
| 1965                                                  | 1965                                         |                                              | 1 058                                        |                                              |
| 1970                                                  | 1970                                         |                                              | 1 187                                        |                                              |
| 1975                                                  | 1975                                         |                                              | 1 095                                        |                                              |
| 1980                                                  | 1980                                         |                                              | 1 005                                        |                                              |
| 1990                                                  | 1990                                         |                                              | 1 043                                        | 152                                          |
| 1995                                                  | 1995                                         |                                              | 964                                          | 152                                          |
| 2000                                                  | 2000                                         |                                              | 848                                          | 152                                          |
| 2005                                                  | 2005                                         |                                              | 859                                          | 154                                          |
| 2010                                                  | 2010                                         |                                              | 829                                          | 156                                          |
| 2015                                                  | 2015                                         |                                              | 836                                          | 168                                          |
| 2020                                                  | 2020                                         |                                              | 875                                          | 184                                          |
| Anm.: Namnändring 1970 från Hohultslätt till Alstermo |                                              |                                              |                                              |                                              |

## Näringsliv
Bland ortens företag kan nämnas Alstermo Bruk AB, grundat 1804. Alstermo bruk har utgjort grunden för ortens tillkomst och utveckling. Bland senare tillkomna företag märks Spegelsliperiet Lindbergs och Amokabel.

## Idrott
I Alstermo finns tennisbanor, fotbollsplan, sporthall och en skjutbana. Vintertid finns möjlighet till skridsko- och skidåkning. Dessutom finns tillgång till konstsnö. Projektet går under namnet Vita Vidder.
Idrottsfaciliteterna utnyttjas till stor del av idrottsföreningen Alstermo IF som bedriver fotboll, gymnastik, orientering och skidåkning. 
Föreningen hade tidigare en handbollssektion, men den är fristående sedan 2017. Laget heter Amo Handboll (tidigare Alstermo IF Handboll) och spelar sedan säsongen 2023/24 i Handbollsligan (tidigare kallad Elitserien).

## Personer från orten
En av Alstermos mest kända personligheter är framgångsrika radio-, TV- och revyartisten Siw Carlsson.